# 労働者国家
労働者国家（ろうどうしゃこっか）とは、カール・マルクスがゴータ綱領批判でとなえた、プロレタリア革命から共産主義（国家の死滅）へと至る過渡期においてなお存在する「プロレタリアート独裁」を指す。
本来のマルクス主義の立場では、このような国家はプロレタリア革命から共産主義の低い段階(社会主義)へといたる時期に限られたものであったが、ヨシフ・スターリンは、国家が存続しているにもかかわらず「社会主義が実現された」と主張するために（一国社会主義）、この過渡期を社会主義を指すものと改変した。
第一インターナショナルでマルクスと対立したバクーニンは、マルクスのような国家死滅構想は、国家の死滅をもたらさず逆に強化をもたらすと批判した。その後、アナキスト諸潮流はこのマルクス主義批判(プロレタリアート独裁の否定)を続けている。
また、トロツキズムはソ連や中国などの党官僚が指導する既存の社会主義国家は、「官僚によって歪められ、堕落した労働者国家」としている。更に反スターリン主義を掲げる新左翼などの一部は、これらの既存の社会主義国家の実態は「スターリニズム国家」または「赤色帝国主義」国家であり、労働者国家ではないと主張している。ポーランドのように、建前上「労働者の国家」である社会主義国であるにもかかわらず労働者の自発的な労働運動として独立自主管理労組「連帯」が成立し、それを中心とした民主化運動の結果社会主義体制が転覆した例もある。